# Васютяк Юрій Петрович
Ю́рій Петро́вич Васютя́к — старший солдат Збройних сил України.
У липні 2014-го — боєць батальйону «Київ-2», брав участь у визволенні Сіверська.

## Нагороди
За особисту мужність і героїзм, виявлені у захисті державного суверенітету та територіальної цілісності України, вірність військовій присязі під час російсько-української війни, відзначений — нагороджений
- 27 червня 2015 року — орденом «За мужність» III ступеня.